# Frank Rosenthal
Frank Lawrence "Lefty" Rosenthal (12 de junio de 1929-13 de octubre de 2008) fue un apostador profesional deportivo y antiguo ejecutivo de casinos en Las Vegas. La película de Martin Scorsese de 1995, Casino, basada en el libro de Nicholas Pileggi, se inspiró en la vida y carrera de Rosenthal en Las Vegas.

## Primeros años
Rosenthal nació en Chicago (Illinois), de ascendencia judía. Se crio en la zona oeste de la ciudad. De joven, Rosenthal aprendió a apostar en deportes en las gradas del estadio Wrigley Field y algunas veces se saltaba las clases para acudir a eventos deportivos. En 1961, Rosenthal había adquirido reputación a nivel nacional como apostador deportivo y se le podía ver frecuentemente en compañía de prominentes personalidades de Chicago (conocidas como la Compañía Chicago o Chicago Outfit), como Jackie Cerone y Fiore Bucceri, mientras vivía en Miami. En esta época, Rosenthal fue citado a declarar ante el subcomité de Juego y Crimen Organizado del senador McClellan, acusado de amaño de partidos. Invocó la Quinta Enmienda 37 veces, y nunca fue declarado culpable. Sin embargo, se le prohibió apostar en todos los establecimientos de Florida. A pesar de sus frecuentes arrestos por apuestas ilegales, Rosenthal sólo fue condenado una vez en 1963, supuestamente por sobornar a un jugador de baloncesto de la Universidad de Nueva York, Ray Paprocky, para que marcase pocos puntos en un partido de baloncesto universitario en Carolina del Norte. Para huir de la presión policial, Rosenthal se mudó a Las Vegas en 1968.

## Carrera en Las Vegas
Siendo un pionero en las apuestas deportivas, Rosenthal dirigió secretamente los casinos Stardust, Fremont, Marina y Hacienda, controlados estos por la mafia de Chicago. Fue el primero en operar una casa de apuestas desde el interior de un casino (la ineficiente norma previa establecía hacer justo lo contrario), convirtiendo al Stardust en uno de los mayores centros mundiales de apuestas deportivas. Otra innovación de Rosenthal fue el permitir crupiers femeninas en las mesas de blackjack; en sólo un año, eso hizo que se duplicasen los ingresos del Stardust.
En 1976, cuando las autoridades descubrieron que Rosenthal estaba dirigiendo en secreto varios casinos sin la Licencia de Juego de Nevada, celebraron una audiencia para determinar su capacidad legal para conseguir una. A Rosenthal se le denegó la licencia debido a su relación con el crimen organizado, en particular por su amistad de la infancia con el jefe de la mafia en Las Vegas y a su vez el representante y brazo fuerte de la Mafia de Chicago, Anthony Spilotro.
Rosenthal se casó con Geraldine McGee. Ella tenía una hija (Robin L. Marmor) de un matrimonio anterior con Lenny Marmor. Frank y Geri tuvieron dos hijos juntos, Steven y Stephanie. El matrimonio acabó finalmente en divorcio, que Rosenthal atribuyó a la incapacidad de Geri de dejar su adicción al alcohol y las drogas. Después de dejar a Rosenthal y robarle una parte importante de sus ahorros, Geri murió en un motel de carretera en Los Ángeles, el 9 de noviembre de 1982, a la edad de 46 años, aparentemente víctima de una sobredosis. Su muerte se estimó accidental, fruto de una combinación de Diazepam, cocaína y alcohol.

## Últimos años
Rosenthal sobrevivió a un atentado con coche bomba, el 4 de octubre de 1982. Sobrevivió porque su coche era un Cadillac Eldorado de 1981, que tenía una placa de metal justo debajo del asiento del conductor (placa que GM instaló para corregir un problema de balanceo), que absorbió la mayor parte de la explosión. La persona o personas responsables del atentado no pudieron ser identificadas nunca, aunque entre los posibles sospechosos se incluía a Anthony Spilotro, el jefe de la mafia de Milwaukee, Frank Balistrieri, y a los motoristas amigos de su exesposa (que murió un mes más tarde).
Posteriormente, Rosenthal se vio forzado a abandonar Las Vegas en 1988, cuando fue incluido en la lista negra del juego, convirtiéndolo en persona non grata, incapacitándolo legalmente para trabajar o entrar en todos los casinos de Nevada, por sus relaciones con el crimen organizado. Se fue a vivir a Laguna Niguel en California. Luego se mudó a Boca Raton, Florida, y por último a Miami Beach, donde era gerente de una página web de apuestas deportivas, y trabajaba como consultor externo para varias empresas de apuestas deportivas.

## Muerte
Murió de un ataque al corazón en su casa de Miami Beach, Florida, el 13 de octubre de 2008, a la edad de 79 años.